# Liste des membres de l'Organisation mondiale du mouvement scout
Depuis sa création en 1907, le scoutisme s'est développé du Royaume-Uni vers 216 pays et territoires à travers le monde. On compte plus de 28 millions de scouts et de guides. 155 organisations nationales sont dirigés par l'Organisation mondiale du mouvement scout et un nombre à peu près équivalent pour l'Association mondiale des guides et éclaireuses. Il existe d'autres organisations internationale, mais de moindre taille.
L'Organisation mondiale du mouvement Scout reconnaît tout au plus une organisation par pays. Certains pays ont donc plusieurs organisations regroupées en une fédération, avec différentes composantes divisées sur la base de la religion (France, Danemark, Algérie), de l'identification ethnique (Bosnie-Herzégovine, Israël) ou de la langue (Canada).
| Pays                             | Membres (depuis 2004 ou donnée la plus récente) | Nom de l'organisation membre | Date d'adhésion à l'OMMS | Date de fondation | Accepte les filles et les garçons |
| Afrique du Sud                   | 10 504                                          | South African Scout Association | 1937                     | 1908              | les deux                          |
| Albanie                          | 1 000                                           | Beslidhja Skaut Albania | 2005                     | 2004              | les deux                          |
| Allemagne                        | 122 844                                         | Ring deutscher Pfadfinderverbände (fédération de plusieurs organisations)                                                                                 | 1950                     | 1910              | les deux                          |
| Algérie                          | 10 980                                          | Scouts musulmans algériens | 1963                     | 1934              | les deux                          |
| Angola                           | 13 753                                          | Associação de Escuteiros de Angola | 1998                     | 1998              | les deux                          |
| Arabie saoudite                  | 19 260                                          | Saudi Arabian Boy Scouts Association | 1963                     | 1961              | garçons uniq.                     |
| Argentine                        | 46 232                                          | Scouts de Argentina | 1922                     | 1912              | les deux                          |
| Arménie                          | 2 368                                           | Hayastani Azgayin Scautakan Sharjum Kazmakerputiun | 1997                     | 1912              | les deux                          |
| Australie                        | 65 462                                          | Scouts Australia | 1953                     | 1908              | les deux                          |
| Autriche                         | 10 688                                          | Pfadfinder und Pfadfinderinnen Österreichs | 1922/1946                | 1912              | les deux                          |
| Azerbaïdjan                      | 1 349                                           | Azərbaycan Skaut Assosiasiyasi | 2000                     | 1997              | les deux                          |
| Bahamas                          | 998                                             | The Scout Association of the Bahamas | 1974                     | 1913              | les deux                          |
| Bahreïn                          | 1 855                                           | Boy Scouts of Bahrain | 1970                     | 1953              | garçons uniq.                     |
| Bangladesh                       | 721 635                                         | Bangladesh Scouts | 1974                     | 1972              | les deux                          |
| Barbades                         | 2 472                                           | Barbados Boy Scouts Association | 1969                     | 1912              | garçons uniq.                     |
| Belgique                         | 160 000                                         | Guidisme et Scoutisme en Belgique (fédération de plusieurs organisations)                                                                                 | 1922                     | 1911              | les deux                          |
| Belize                           | 2 287                                           | The Scout Association of Belize | 1987                     | 1911              | les deux                          |
| Bénin                            | 6 334                                           | Scoutisme béninois | 1964                     | 1932              | les deux                          |
| Bhoutan                          | 16 441                                          | Bhutan Scout Tshogpa | 1999                     | 1991              | les deux                          |
| Bolivie                          | 7 829                                           | Asociación de Scouts de Bolivia | 1950                     | 1915              | les deux                          |
| Bosnie-Herzégovine               | 1 901                                           | The Council of Scout Associations in Bosnia and Herzegovina (fédération de plusieurs organisations)                                                       | 1999                     | 1999              | les deux                          |
| Botswana                         | 4 660                                           | The Botswana Scouts Association | 1958                     | 1936              | garçons uniq.                     |
| Brésil                           | 59 039                                          | União dos Escoteiros do Brasil | 1922                     | 1910              | les deux                          |
| Brunei                           | 1 824                                           | Persekutuan Pengakap Negara Brunei Darussalam | 1981                     | 1933              | les deux                          |
| Bulgarie                         | 2 711                                           | Organizatsia Na Bulgarskite Skauty | 1999                     | 1911-1913         | les deux                          |
| Burkina Faso                     | 10 153                                          | Fédération Burkinabé du Scoutisme (fédération de plusieurs organisations)                                                                                 | 1972                     | 1943              | les deux                          |
| Burundi                          | 32 340                                          | Association des Scouts du Burundi | 1979                     | 1940              | les deux                          |
| Cambodge                         | 4 501                                           | Scouts Cambodgiens | 2008                     | 2005              |                                   |
| Cameroun                         | 4 501                                           | Les Scouts du Cameroun | 1971                     | 1937              | les deux                          |
| Canada                           | 133 478                                         | Scouts Canada dont est affilié l'Association des scouts du Canada                                                                                         | 1946                     | 1909              | les deux                          |
| Cap-Vert                         | 733                                             | Associação dos Escuteiros de Cabo Verde | 2002                     | 2002              | NA                                |
| Taïwan                           | 50 508                                          | Scouts de Chine | 1937                     | 1912              | les deux                          |
| Chili                            | 35 176                                          | Asociación de Guías y Scouts de Chile | 1922/1974                | 1909              | les deux                          |
| Colombie                         | 13 348                                          | Asociación Scouts de Colombia | 1933                     | 1917              | les deux                          |
| Comores                          | 1 725                                           | Wezombeli | 1990                     | 1975              | les deux                          |
| République démocratique du Congo | 71 433                                          | Fédération des Scouts de la République démocratique du Congo                                                                                              | 1963                     | 1924              | les deux                          |
| Corée du Sud                     | 202 668                                         | Korea Scout Association | 1953                     | 1922              | les deux                          |
| Costa Rica                       | 4 959                                           | Asociación de Guías y Scouts de Costa Rica | 1925                     | 1915              | les deux                          |
| Côte d'Ivoire                    | 6 436                                           | Fédération Ivoirienne du Scoutisme (fédération de plusieurs organisations)                                                                                | 1972                     | 1937              | les deux                          |
| Croatie                          | 4 821                                           | Savez Izviđača Hrvatske | 1993                     | 1915              | les deux                          |
| Chypre                           | 3 941                                           | Cyprus Scouts Association | 1961                     | 1913              | les deux                          |
| République tchèque               | 22 997                                          | Junák-Svaz Skautu a Skautek | 1922/1990/1996           | 1911              | les deux                          |
| Danemark                         | 44 204                                          | Fællesrådet for Danmarks Drengespejdere (fédération de plusieurs organisations)                                                                           | 1922                     | 1909              | les deux                          |
| Dominique                        | 1 100                                           | The Scout Association of Dominica | 1990                     | 1929              | les deux                          |
| République dominicaine           | 8 805                                           | Asociación de Scouts Dominicanos | 1930                     | 1926              | les deux                          |
| Équateur                         | 4 064                                           | Asociación de Scouts del Ecuador | 1922                     | 1920              | les deux                          |
| Égypte                           | 74 598                                          | Egyptian Federation for Scouts and Girl Guides (fédération de plusieurs organisations)                                                                    | 1922                     | 1914              | les deux                          |
| Salvador                         | 3 958                                           | Asociación de Scouts de El Salvador | 1940                     | 1938              | les deux                          |
| Émirats arabes unis              | 5 747                                           | Emirates Scout Association | 1977                     | 1972              | garçons uniq.                     |
| Espagne                          | 58 744                                          | Federación de Escultismo en España | 1922/1978                | 1912              | les deux                          |
| Estonie                          | 1 199                                           | Eesti Skautide Ühing | 1922/1996                | 1911/1989         | les deux                          |
| États-Unis                       | 4 347 159                                       | Boy Scouts of America | 1922                     | 1909              | les deux                          |
| Éthiopie                         | 1 800                                           | Ethiopia Scout Association | 2002                     | 1950              | les deux                          |
| Fidji                            | 2 786                                           | Fiji Scouts Association | 1971                     | 1914              | les deux                          |
| Finlande                         | 31 735                                          | Suomen Partiolaiset - Finlands Scouter ry | 1922                     | 1910              | les deux                          |
| France                           | 110 000                                         | Fédération du scoutisme français (fédération de plusieurs organisations)                                                                                  | 1922                     | 1910              | les deux                          |
| Gabon                            | 3 736                                           | Fédération Gabonaise du Scoutisme (fédération de plusieurs organisations)                                                                                 | 1971                     | 1936              | les deux                          |
| Gambie                           | 18 422                                          | The Gambia Scout Association | 1984                     | 1921              | les deux                          |
| Géorgie                          | 1 221                                           | Sakartvelos Skauturi Modzraobis Organizatsia | 1997                     | 1994              | les deux                          |
| Ghana                            | 2 311                                           | The Ghana Scout Association | 1960                     | 1912              | les deux                          |
| Grèce                            | 15 687                                          | Soma Hellinon Proskopon | 1922                     | 1910              | les deux                          |
| Grenade                          | 1 644                                           | The Scout Association of Grenada | 1979                     | 1924              | les deux                          |
| Guatemala                        | 11 272                                          | Asociación de Scouts de Guatemala | 1930                     | 1928              | les deux                          |
| Guinée                           | 6 516                                           | Association Nationale des Scouts de Guinée | 1990/2005                | 1984              | les deux                          |
| Guyana                           | 399                                             | The Scout Association of Guyana | 1967                     | 1909              | les deux                          |
| Haïti                            | 9 859                                           | Association nationale des scouts d'Haïti | 1932/1940                | 1916              | les deux                          |
| Honduras                         | 2 809                                           | Asociación de Scouts de Honduras | 1957                     | 1952              | les deux                          |
| Hong Kong                        | 77 670                                          | The Scout Association of Hong Kong | 1977                     | 1911              | les deux                          |
| Hongrie                          | 7 198                                           | Magyar Cserkészszövetség | 1922/1990                | 1912              | les deux                          |
| Inde                             | 2 423 686                                       | The Bharat Scouts and Guides | 1938                     | 1909              | les deux                          |
| Indonésie                        | 8 054 968                                       | Gerakan Pramuka | 1953                     | 1912              | les deux                          |
| Irlande                          | 35 201                                          | Scouting Ireland | 1949                     | 1908              | les deux                          |
| Islande                          | 1 493                                           | Bandalag íslenskra skáta | 1924                     | 1912              | les deux                          |
| Israël                           | 21 920                                          | Hitachdut Hatsofim Ve Hatsofot Be Israel ("Israel Boy & Girl Scouts Federation", composé de 6 organisations)                                              | 1951                     | 1920              | les deux                          |
| Italie                           | 100 640                                         | Federazione Italiana dello Scautismo | 1922/1946                | 1912              | les deux                          |
| Jamaïque                         | 6 396                                           | The Scout Association of Jamaica | 1963                     | 1910              | les deux                          |
| Japon                            | 165 544                                         | Association scoute du Japon | 1922/1950                | 1913              | les deux                          |
| Jordanie                         | 15 521                                          | Jordanian Association for Boy Scouts and Girl Guides | 1955                     | 1954              | les deux                          |
| Kenya                            | 262 106                                         | The Kenya Scouts Association | 1964                     | 1910              | les deux                          |
| Kiribati                         | 1 333                                           | Kiribati Scout Association | 1993                     | 1993              | les deux                          |
| Koweït                           | 5 950                                           | Kuwait Boy Scouts Association | 1955                     | 1952              | garçons uniq.                     |
| Lettonie                         | 543                                             | Latvijas Skautu un Gaidu Centrālā Organizācija | 1993                     | 1917              | les deux                          |
| Lesotho                          | 371                                             | Lesotho Scouts Association | 1971                     | 1936              | garçons uniq.                     |
| Liberia                          | 2 418                                           | Boy Scouts of Liberia | 1922/1965                | 1922              | garçons uniq.                     |
| Liban                            | 14 270                                          | Fédération du Scoutisme Libanais (fédération de plusieurs organisations)                                                                                  | 1947                     | 1912              | les deux                          |
| Libye                            | 13 667                                          | Public Scout and Girl Guide Movement | 1958                     | 1954              | les deux                          |
| Liechtenstein                    | 662                                             | Pfadfinder und Pfadfinderinnen Liechtensteins | 1933                     | 1931              | les deux                          |
| Lituanie                         | 2 074                                           | Lietuvos Skautija | 1997                     | 1918              | les deux                          |
| Luxembourg                       | 4 869                                           | Luxembourg Boy Scouts Association (fédération de plusieurs organisations)                                                                                 | 1922                     | 1914              | les deux                          |
| Macédoine du Nord                | 1 964                                           | Sojuz na Izvidnici na Makedonija | 1997                     | 1921              | les deux                          |
| Madagascar                       | 35 000                                          | Firaisan'ny Skotisma eto Madagasikara (Fédération du Scoutisme Malagasy, incluant : Antilin'i Madagasikara, Kiadin'i Madagasikara, Tily eto Madagasikara) | 1959                     | 1921              | les deux                          |
| Malawi                           | 4 000                                           | The Scout Association of Malawi | 2005                     | 1996              | NA                                |
| Malaisie                         | 69 932                                          | Persekutuan Pengakap Malaysia | 1957                     | 1911              | les deux                          |
| Maldives                         | 4 518                                           | The Scout Association of Maldives | 1990                     | 1963              | les deux                          |
| Malte                            | 2 531                                           | The Scout Association of Malta | 1966                     | 1908              | les deux                          |
| Maroc                            | 12 304                                          | Fédération Nationale du Scoutisme Marocain | 1961                     | 1933              | les deux                          |
| Mauritanie                       | 3 724                                           | Association des Scouts et Guides de Mauritanie | 1983                     | 1947              | les deux                          |
| Maurice                          | 3 022                                           | The Mauritius Scout Association | 1971                     | 1912              | les deux                          |
| Mexique                          | 29 490                                          | Asociación de Scouts de México, A.C. | 1926                     | 1920              | les deux                          |
| Moldavie                         | 1 540                                           | Organizaţia Naţionala A Scouţilor Din Moldova | 1997                     | 1921              | les deux                          |
| Monaco                           | 48                                              | Association des Guides et Scouts de Monaco | 1990                     | 1990              | les deux                          |
| Mongolie                         | 8 209                                           | Mongoliyn Skautiyn Holboo | 1994                     | 1992              | les deux                          |
| Mozambique                       | 28 898                                          | Liga dos Escuteiros de Moçambique | 1999                     | 1960              | les deux                          |
| Namibie                          | 2 161                                           | Scouts of Namibia | 1990                     | 1917              | garçons uniq.                     |
| Népal                            | 12 444                                          | Nepal Scouts | 1969                     | 1952              | les deux                          |
| Nicaragua                        | 1 174                                           | Asociación de Scouts de Nicaragua | 1946                     | 1917              | les deux                          |
| Niger                            | 4 347                                           | Association des Scouts du Niger | 1996                     | 1947              | les deux                          |
| Nigeria                          | 46 701                                          | Boy Scouts of Nigeria | 1961                     | 1915              | garçons uniq.                     |
| Norvège                          | 18 818                                          | Speiderne i Norge | 1922                     | 1911              | les deux                          |
| Nouvelle-Zélande                 | 16 847                                          | Scouting New Zealand | 1953                     | 1908              | les deux                          |
| Oman                             | 9 066                                           | The National Organisation for Scouts and Guides | 1977                     | 1948              | les deux                          |
| Ouganda                          | 92 919                                          | The Uganda Scouts Association | 1964                     | 1915              | les deux                          |
| Pakistan                         | 516 891                                         | Pakistan Boy Scouts Association | 1948                     | 1947              | garçons uniq.                     |
| Autorité palestinienne           | 20 012                                          | Palestinian Scout Association | 1996                     | 1912              | les deux                          |
| Panama                           | 1 854                                           | Asociación Nacional de Scouts de Panamá | 1924/1950                | 1924              | les deux                          |
| Papouasie-Nouvelle-Guinée        | 4 369                                           | The Scout Association of Papua New Guinea | 1976                     | 1926              | garçons uniq.                     |
| Paraguay                         | 1 066                                           | Asociación de Scouts del Paraguay | 1962                     | 1960              | les deux                          |
| Pays-Bas                         | 56 538                                          | Scouting Nederland | 1922                     | 1910              | les deux                          |
| Pérou                            | 9 018                                           | Asociación de Scouts del Perú | 1922                     | 1916              | les deux                          |
| Philippines                      | 1 870 625                                       | Boy Scouts of the Philippines | 1946                     | 1923              | les deux                          |
| Pologne                          | 61 394                                          | Związek Harcerstwa Polskiego | 1996                     | 1918              | les deux                          |
| Portugal                         | 73 170                                          | Federação Escutista de Portugal | 1922                     | 1913              | les deux                          |
| Qatar                            | 3 501                                           | The Scout and Guide Association of Qatar | 1965                     | 1955              | les deux                          |
| Roumanie                         | 4 927                                           | Cercetașii României | 1993                     | 1914              | les deux                          |
| Russie                           | 13 920                                          | Russian Association of Scouts/Navigators | 2004                     | 1909              | les deux                          |
| Rwanda                           | 18 859                                          | Association des Scouts du Rwanda | 1975                     | 1940              | les deux                          |
| Sainte-Lucie                     | 355                                             | The Saint Lucia Scout Association | 1990                     | 1910              | les deux                          |
| Saint-Vincent-et-les-Grenadines  | 528                                             | The Scout Association of Saint Vincent and the Grenadines                                                                                                 | 1990                     | 1911              | les deux                          |
| Saint-Marin                      | 158                                             | Associazione Guide Esploratori Cattolici Sammarinesi | 1990                     | 1973              | les deux                          |
| Sénégal                          | 26 361                                          | Confédération sénégalaise du scoutisme (fédération de plusieurs organisations)                                                                            | 1963                     | 1930              | les deux                          |
| Serbie-et-Monténégro             | 5 856                                           | Savez Izviđača Srbije i Crne Gore | 1995                     | 1915              | les deux                          |
| Seychelles                       | 584                                             | Seychelles Scout Association | 1927                     | 2002              | les deux                          |
| Sierra Leone                     | 7 902                                           | Sierra Leone Scouts Association | 1964                     | 1909              | les deux                          |
| Singapour                        | 9 956                                           | The Singapore Scout Association | 1966                     | 1910              | les deux                          |
| Slovaquie                        | 4 521                                           | Slovenský skauting | 1922/1990/1997           | 1913              | les deux                          |
| Slovénie                         | 5 256                                           | Zveza Tabornikov Slovenije | 1994                     | 1915              | les deux                          |
| Soudan                           | 13 550                                          | Sudan Boy Scouts Association | 1956                     | 1935              | garçons uniq.                     |
| Sri Lanka                        | 24 982                                          | Sri Lanka Scout Association | 1953                     | 1912              | garçons uniq.                     |
| Suède                            | 59 035                                          | Svenska Scoutrådet (fédération de plusieurs organisations)                                                                                                | 1922                     | 1911              | les deux                          |
| Suisse                           | 45 617                                          | Mouvement scout de Suisse | 1922                     | 1912              | les deux                          |
| Suriname                         | 2 601                                           | Boy Scouts van Suriname | 1968                     | 1924              | les deux                          |
| Eswatini                         | 4 994                                           | Swaziland Boy Scouts Association | 1968                     | 1928              | garçons uniq.                     |
| Tadjikistan                      | 1 904                                           | Ittihodi Scouthoi Tojikiston | 1997                     | 1991              | les deux                          |
| Tanzanie                         | 89 907                                          | Tanzania Scouts Association | 1963                     | 1929              | les deux                          |
| Tchad                            | 8 123                                           | Fédération du Scoutisme Tchadien (fédération de plusieurs organisations)                                                                                  | 1974                     | 1960              | les deux                          |
| Thaïlande                        | 1 240 609                                       | The National Scout Organization of Thailand | 1922                     | 1911              | les deux                          |
| Togo                             | 7 326                                           | Association Scoute du Togo | 1977                     | 1920              | les deux                          |
| Trinité-et-Tobago                | 3 787                                           | The Scout Association of Trinidad and Tobago | 1963                     | 1911              | les deux                          |
| Tunisie                          | 19 236                                          | Scouts tunisiens | 1957                     | 1933              | les deux                          |
| Turquie                          | 13 713                                          | Türkiye İzcilik Federasyonu | 1950                     | 1923              | les deux                          |
| Royaume-Uni                      | 440 250                                         | The Scout Association | 1922                     | 1907              | les deux                          |
| Uruguay                          | 2 994                                           | Movimiento Scout del Uruguay | 1950                     | 1946              | les deux                          |
| Venezuela                        | 15 877                                          | Asociación de Scouts de Venezuela | 1937                     | 1913              | les deux                          |
| Yémen                            | 6 481                                           | Yemen Scout Association | 1980                     | 1954              | garçons uniq.                     |
| Zambie                           | 7 396                                           | Zambia Scouts Association | 1965                     | 1930              | les deux                          |
| Zimbabwe                         | 2 275                                           | The Boy Scouts Association of Zimbabwe | 1980                     | 1909              | garçons uniq.                     |